# Autoroutes numérotées au Canada

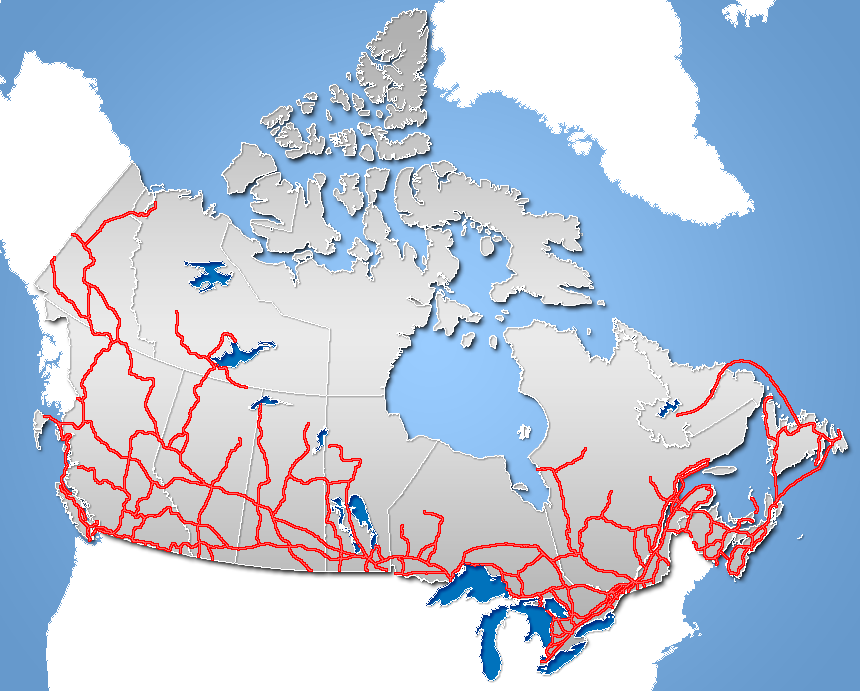
Highways in Canada's provinces and territories

Les autoroutes numérotées au Canada sont séparées par province et sont, majoritairement, entretenues par les provinces ou territoires. Sauf quelques exceptions, toutes les routes au Canada sont numérotées. Cependant, chaque province compte également des routes mieux connues par des noms locaux plutôt que par leur numéro. Certaines routes ont des lettres additionnelles à leur numéro: A désigne généralement une route alternative, B réfère généralement à une business route et d'autres lettres sont utilisées pour les routes de contournement pour camions, des routes collectrices et des routes panoramiques. Le territoire du Nunavut n'a pas de routes.

## Classifications
Voici une répartition des classifications des routes de chaque province, ainsi qu'un exemple de bouclier de chacune de celles-ci.

### Trans-Canada
|  | La route transcanadienne traverse toutes les provinces du Canada. - Route Transcanadienne - Route Yellowhead |

### Alberta
|  | Toutes les routes provinciales de l'Alberta sont des routes principales. Elles sont toutefois divisées en deux séries et sous-séries. - Série 1-216 — routes centrales - Routes 1 à 100 — routes inter-villes (ex: AB-2) - Routes 201 et 216 — routes circulaires (ex: AB-216) - Séries 500-986 — routes locales - Routes 500 à 699 — routes ouest / est routes (ex: AB-501) - Routes 700 à 899 — routes sud / nord (ex: AB-881) - Séries 900 et X — réalignements potentiels et prolongements (ex:AB-986) |

### Colombie-Britannique
|  | Variant entre des routes ouest / est et sud / nord, les numéros de routes en Colombie-Britannique s'étendent de 1 à 118, avec l'exception de la BC 395 laquelle est le prolongement de la US 395. (ex: BC 97) |

### Île-du-Prince-Édouard
|  | Les routes provinciales à l'Île-du-Prince-Édouard sont divisées en trois séries. - Routes 1 à 4 — routes principales - Route 4 à 26 — routes collectrices - Les routes locales sont numérotées par comté - Routes 101 à 199 — Comté de Prince - Routes 201 à 299 — Comté de Prince - Routes 301 à 399 — Comté de Prince |

### Manitoba
|  | Les Provincial Trunk Highways (PTH) au Manitoba sont divisés en deux séries. - PTH 1-199 — routes principales - PTH 1-89 — routes inter-villes (ex:PTH 75) - PTH 100, 101, 110 — routes de ceinture (ex: Perimeter Highway) - PR 200-699 — routes secondaires |

### Nouveau-Brunswick
|  | Les routes provinciales au Nouveau-Brunswick sont divisées en trois séries. - Routes 1 à 99 — routes principales (ex:NB 11) - Routes 100 à 199 — routes collectrices (ex: NB 108) - Routes 200 à 999 — routes locales (ex: NB 275) |

### Nouvelle-Écosse
|  | Les routes provinciales en Nouvelle-Écosse sont divisées en cinq séries. - Série 100 — routes principales (ex:Route 102) - Trunk Highways (ex:Trunk 4) - Routes 200 à 399 — routes collectrices (ex:Route 221) - Routes panoramiques non-numérotées - Routes locales non-numérotées |

### Ontario
|  | Les routes provinciales (King's Highway) en Ontario sont divisées en quatre classes : - Routes 2 à 148, 400 à 427, QEW — routes principales - Routes 2 à 148 — routes inter-villes (ex: Route 11) normalement avec des intersections à niveau - Routes 400 à 427 — (ex: Autoroute 401) autoroutes de la série 400 ayant des accès par des échangeurs - La Queen Elizabeth Way (QEW) fait partie de facto des autoroutes de la série 400 et un numéro lui est donné, le 451, dans certains documents, bien que celui-ci ne soit par indiqué sur la route elle-même - Routes 500 à 699 — routes secondaires (ex: Route 502) - Route 800 à 813 — routes tertiaires (ex: Route 808) - Série 7000 — routes industrielles (non-indiquées) et d'accès aux ressources ou de courtes voies reliant les routes numérotées |

### Québec
|  | Les routes provinciales au Québec sont divisées en trois classes. Les routes ayant un numéro impair vont du sud au nord et celles ayant un numéro pair, de l'ouest à l'est. - Autoroutes — (ex:Autoroute 20) - Série 400, 500, 600, 700 et 900: autoroutes collectrices ou de contournement d'une autoroute principale (4nn-9nn) - Série 100 — routes principales (ex:Route 138) - Routes secondaires - Série 200 — routes au sud du Fleuve Saint-Laurent (ex:Route 263) - Série 300 — routes au nord du Fleuve Saint-Laurent (ex:Route 348) |

### Saskatchewan
|  | Les routes provinciales en Saskatchewan sont divisées en trois séries et sous-séries. - Routes 1 à 99 — routes principales (ex: SK 11) - Routes 100 à 399 — routes secondaires qui sont des routes liées aux routes principales - Routes 102 à 167 — routes du nord (ex: SK 106) - Routes 201 à 271 — routes vers des aires récréatives (ex: SK 211) - Routes 301 à 397 — routes vers de petites communautés (ex: SK 375) - Routes 600 à 799 et 900 à 999 — routes mineures - Routes 600 à 699 — routes sud / nord - Routes 700 à 799 — routes ouest / est - Routes 900 à 999 — routes du nord ou isolées (ex: SK 999) |

### Terre-Neuve-et-Labrador
| Route 2 shield · Route 500 shield | Les routes provinciales à Terre-Neuve-et-Labrador sont divisées en trois séries. - Routes principales - Routes 1, 210, 230, 320, 330, 340, 360, 410, 430, 480, 500 et 510 - Routes régionales, numérotées par région - Routes 2 à 203 — Péninsule d'Avalon - Routes 204, 205, 230 à 239 — Péninsule de Bonavista - Routes 210 à 222 — Péninsule de Burin - Routes 301 à 346 — Kittiwake Coast, Fogo Island, et Twillingate - Routes 350 à 371 — Vallée de la Rivière des Exploits et Bay d'Espoir - Routes 380 à 392, 410à 419 — Baie Verte - Routes 401, 420 à 438 — Grande Péninsule du Nord - Routes 402 à 407, 440 à 490 — Western Newfoundland - Routes 500 à 520 — Labrador - La numérotation des routes locales est basée sur les intersections avec les routes principales. |

### Nunavut
Il existe des routes au Nunavut; aucune de celles-ci n'est numérotée.

### Territoires du Nord-Ouest
Il existe actuellement dix routes territoriales aux Territoires du Nord-Ouest. Celles-ci sont numérotées de 1 à 10.
D'autres routes font également partie du réseau dont les routes hivernales due la vallée du Fleuve Mackenzie qui prolongent la NT 1, la Tibbitt to Contwoyto Winter Road et la Dettah Ice Road reliant Yellowknife à Dettah.
Les désormais fermées route hivernale de Tuktoyaktuk et route hivernale de Tłı̨chǫ ont été remplacées par la Route Inuvik–Tuktoyaktuk (laquelle prolonge la Dempster Highway) et la Route Tłı̨chǫ (laquelle débute à la Route de Yellowknife), respectivement.

### Yukon
Il existe quatorze routes territoriales au Yukon. Elles sont toutes nommées et numérotées, de 1 à 11, 14, 15 et 37.